# Wilhelm von Blandowski

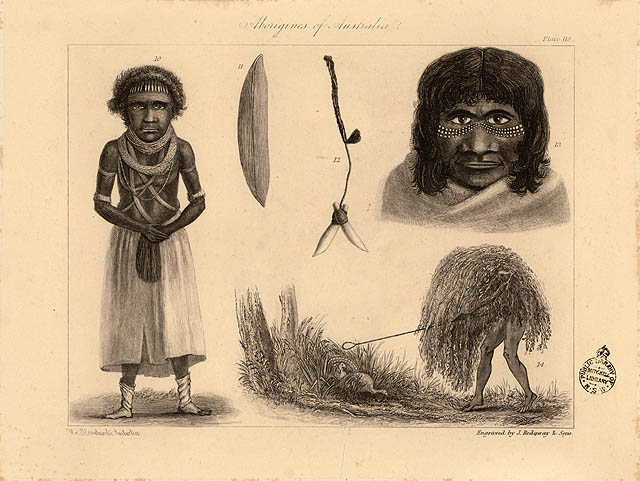
Aborygenka na rysunku Blandowskiego

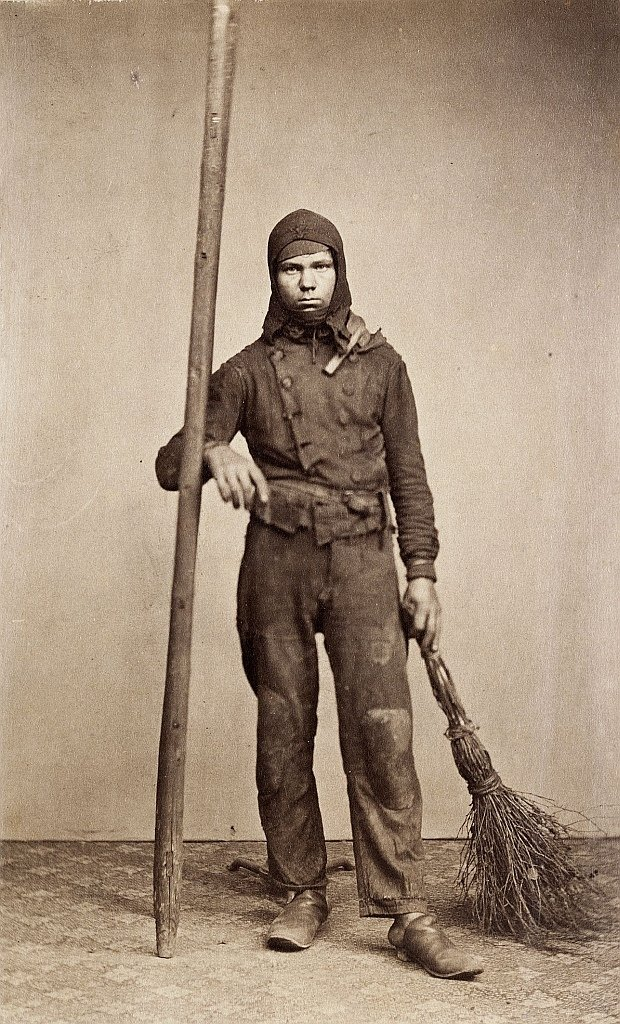
Zdjęcie z gliwickiego atelier Blandowskiego

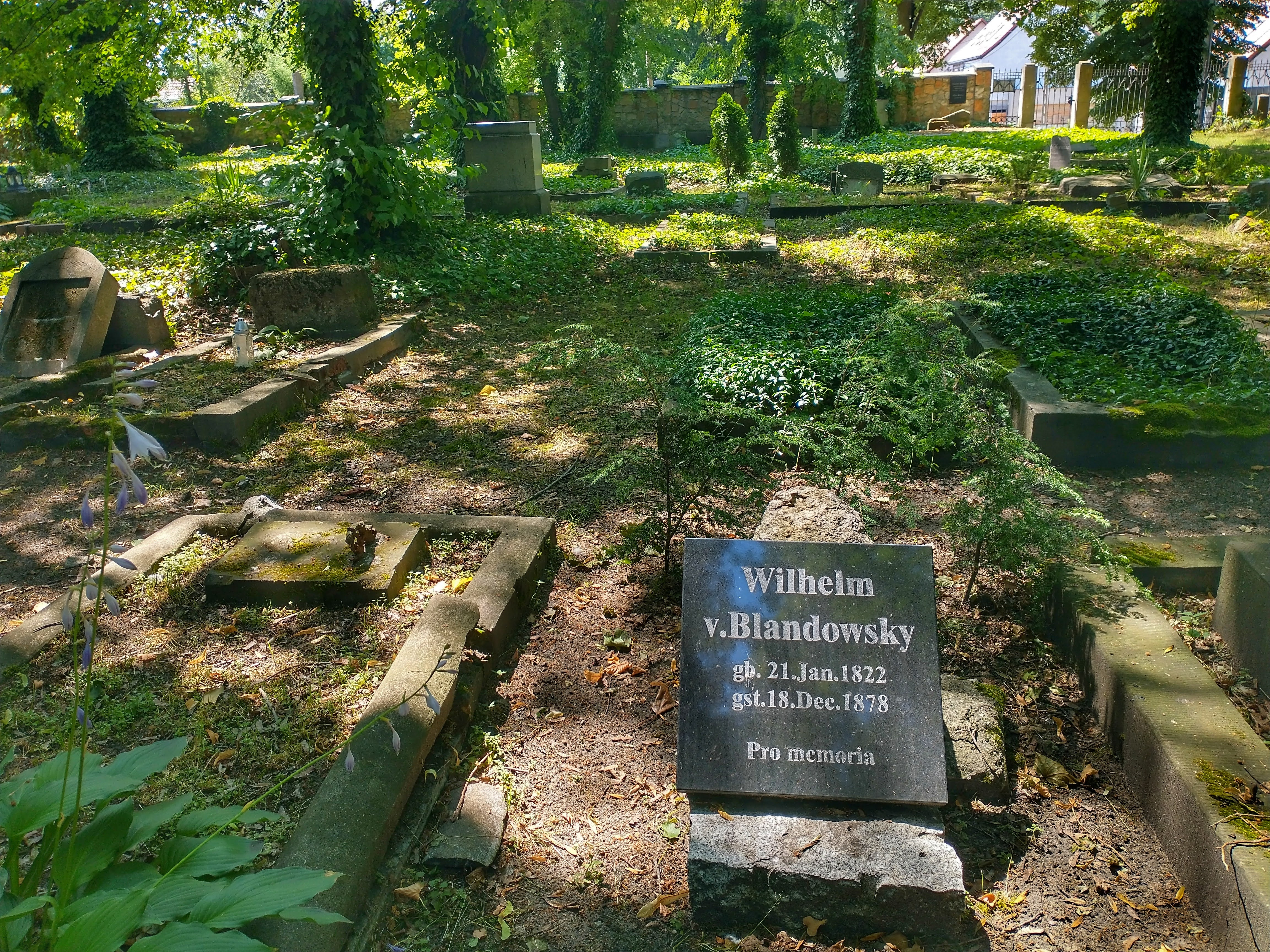
Tablica pamiątkowa z 2022 na Cmentarzu Hutniczym w Gliwicach

Johann Wilhelm Theodor Ludwig von Blandowski, William Blandowski (ur. 21 stycznia 1822 w Gliwicach, zm. 18 grudnia 1878 w Bolesławcu) – niemiecki zoolog, inżynier górniczy, fotograf, pamiętany za badania nad przyrodą Australii.

## Życiorys
Wilhelm był najmłodszym synem z jedenaściorga dzieci pruskiego oficera Felixa von Blandowskiego i jego żony Leopoldine z domu Woyrsch. Rodzina od strony ojca wywodziła się ze zniemczonej polskiej szlachty herbu Wieniawa. Po nauce w gliwickim gimnazjum w latach 1839 i 1840 uczęszczał do szkoły górniczej w Tarnowskich Górach. Następnie pracował przez pewien czas w kopalni w Königshütte (Królewskiej Hucie, dzisiaj cześć Chorzowa). W 1849 uczestniczył w rządowej ekspedycji do Australii. Założył Geological Society of Victoria (1852) i był pierwszym kuratorem Muzeum Historii Naturalnej w Melbourne (1854). W latach 1856 i 1857 wspólnie z Gerardem Krefftem przedsięwziął kolejną ekspedycję do dorzecza rzek Murray i Darling. Podczas wyprawy zebrano szereg okazów ssaków, ryb i ptaków do zbiorów przyrodniczych Muzeum Wiktorii. W 1859 roku powrócił do Hamburga z powodu skandalu, wywołanego umieszczeniem przez Blandowskiego aluzji do dwóch członków Royal Society of Victoria w naukowych opisach odkrytych przez siebie gatunków ryb. W 1862 założył w Gliwicach atelier fotograficzne. W tym samym roku w gliwickiej drukarni Gustava Neumanna przygotowano zestaw jego zdjęć w formie albumu fotograficznego (album ten nie miał formy drukowanej i przygotowano go zaledwie w kilku lub kilkunastu egzemplarzach) dokumentującego jego badania Australii: Australien in 142 Photographischen Abbildungen. Do dziś zachowały się jedynie dwa egzemplarze tego dzieła. Wilhelm von Blandowski ostatnie pięć lat życia spędził w zakładzie psychiatrycznym w Bolesławcu, tamże został pochowany (zachował się fragment nagrobka z epitafium).
Opisywany był jako „ambitny, ekscentryczny, uparty, impulsywny, kłótliwy indywidualista”.
Na jego cześć nazwano rodzaje ryb Blandowskius i Blandowskiella.
W 2013 roku Muzeum w Gliwicach, po kilku latach przygotowań, zorganizowało dwie wystawy i wydało trzy książki poświęcone jego osobie. Pierwszą z wystaw pt. Wilhelm von Blandowski 1822-1878. Niespokojne odbicie zorganizowano w Czytelni Sztuki (piwnica Willi Caro) okresie od 17 maja do 31 lipca 2013, a drugą Naturalista, czyli Wilhelm von Blandowski w Australii udostępniono (na pierwszym piętrze Wili Caro) w okresie od 20 września do 8 grudnia 2013. Wystawom tym towarzyszyły trzy publikacje: Niepokoje Wilhelma von Blandowskiego (2013) przygotował Wojciech Nowicki, monografię Naturalista czyli Wilhelm von Blandowski w Australii (2013) przygotowano pod redakcją Ewy Wosz i Anity Hermannstaedter, a album Zakład fotograficzny Wilhelma von Blandowskiego (2013) opracował Damian Recław. Wszystkie trzy wspomniane publikacje zostały wydane przez Muzeum w Gliwicach (kolejność ich wydania nie była tożsama z kolejnością ich napisania). W 2015 roku na ścianie budynku przy Bankowej 4, gdzie mieściło się atelier Blandowskiego, odsłonięto pamiątkową tablicę, której projekt przygotował rzeźbiarz Krzysztof Nitsch. W 2022 na Cmentarzu Hutniczym w Gliwicach zamontowano upamiętniające go epitafium. 

## Wybrane prace
- Australia Terra Cognita, 1855
- Australien in 142 Photographischen Abbildungen. Gleiwitz: Neumann, 1862
- Personal Observations Made in an Excursion towards the Central Parts of Victoria, including Mount Macedon, McIvor, and the Black Ranges. Transactions of the Philosophical Society of Victoria, including the Papers and Proceedings of the Society, for the Past Year, ending in July 1 (1855): s. 50–74.
- The Primary Upheaval of the Land around Melbourne and the Recent Origin of the Gypsum or Sulphate of Lime W: Personal Observations in Victoria, Melbourne, VIC: Goodhugh & Trembath, 1855.
- Recent Discoveries in Natural History on the Lower Murray. Transactions of the Philosophical Institute of Victoria, from September to December, 1857, inclusive 2/2 (1858): s. 124–37.
- Ueber die Ureinwohner Australiens. Sitzungs-Berichte der naturewissenschaftlichen Gesellschaft Isis zu Dresden 10–12 (1861): s. 101–10.